# Річард Чейз
Річард Трентон Чейз (англ. Richard Trenton Chase; 1950–1980) — американський серійний убивця, некрофіл та ґвалтівник. Отримав прізвисько «Вампір із Сакраменто», тому що пив кров своїх жертв і поїдав їхні залишки.

## Дитинство
Народився 23 травня 1950 року у Санта — Кларі, Штат Каліфорнія. Батько був учасником другої світової, мати страждала від психічного розладу. У 14 років в Чейза з'явилася сестра Кейті. Мав тріаду Макдональда : енурез, піроманію і зоосадизм.
Приблизно з 15 років Річард почав вживати алкоголь та наркотики. Страждав на еректильну дисфункцію через «психологічні проблеми, що випливали внаслідок пригніченого гніву».

## Юність
У віці 18 років Чейз звернувся до психіатра зі скаргами на слабку ерекцію. Той пояснив йому, що, можливо, проблема полягала у пригніченні агресії. Психіатр не ризикнув повідомити йому про можливе серйозне психічне захворювання. Пізніше Чейз усвідомить, що він не здатний збудитися від звичайних сексуальних дій. Він здатний відчути оргазм лише від заподіяння мук, сексу з трупами, розчленування тіл, поїдання плоті. У 1971 році Чейза заарештували за зберігання марихуани.
У 24 роки він почав страждати на іпохондрію та клінічне маячення. Скаржачись на те, що його серце час від часу «переставало битися». Він був упевнений, що його кров перетворюється в пудру, а шлунок повернутий до спини. Річард також вважав, що його кістки черепа розділилися і вільно рухаються. Щоби подивитися на це, він поголив голову. Аби відновити втрачену кров, він ловив чи купляв кроликів та інших дрібних тварин (щурів і т. д.). Їх Чейз убивав, пив їхню кров та їв нутрощі сирими. Убивця змішував у міксері кров і кишки й поїдав цю «страву». Крім цього, він тримав апельсини на голові, вважаючи, що вітамін С надходитиме в його мозок завдяки дифузії.
Одного разу чоловік зайшов у відділення швидкої допомоги в пошуках людини, яка викрала його легеневу артерію. Психіатр припустив, що це може бути психозом, який спровокувало зловживання ЛСД. За ним наглядали в психіатричній клініці протягом 72 годин, однак дозволили покинути її, будь-якої миті. Що він і зробив.
Коли майбутній вбивця жив із батьками, він постійно звинувачував матір у тому, що вона працює на нацистів, які хочуть його отруїти. У батька Річарда, врешті-решт, урвався терпець і він зняв синові окреме житло.

## Інституціоналізація
Чейзу поставили діагноз параноїдна шизофренія після того, як він внутрішньовенно ввів собі кролячу кров і потрапив до лікарні в шоковому стані. Сам Чейз вважав, що це сталося через те, що кролик з'їв кислоту з батарейки, яка його і отруїла. Юнака направляють в психіатричну клініку. Він утікає звідти, але через деякий час його заарештовують і поміщають в клініку для душевнохворих злочинців Беверлі Менер. Там він часто ділиться з персоналом і пацієнтами своїми фантазіями про вбивства кроликів. Одного разу санітар зауважив, що рот хлопця був забруднений кров'ю: виявилося, Чейзу вдалося спіймати двох птахів через решітку на вікні палати. Він звернув їм голови і випив кров. Так Чейз отримав своє прізвисько «Дракула».
Після курсу лікування антипсихотиками Чейза було визнано вилікуваною людиною, яка не несла загрози для суспільства. У 1976 році його відпустили на догляд батьків. Його мати, однак, вважала, що таблетки роблять з її сина «зомбі», тому перестала давати ліки Чейзу . Без психотропних препаратів його стан погіршився. Він став шанувальником Хіллсайдскіх душителів і почав збирати газетні замітки, що якось стосувались цієї справи. Він вважав, що Душителі, так само, як і він, стали жертвами спільної нацистсько-інопланетної змови. Він перестав доглядати за собою: не мився, не розчісувався, не чистив зуби, навіть перестав їсти і став стрімко втрачати вагу (при зрості 180 см він важив усього 65 кг). Юнак почав ловити, вбивати та їсти сусідських домашніх тварин. Одного разу той навіть зателефонував своєму сусідові і пояснив, що вбив його собаку, аби поповнити нестачу в своєму організмі «свіжої крові».
Річард прийшов до своєї матері, й коли та відкрила двері, жбурнув їй в обличчя мертву кішку. Потім він впав на коліна перед твариною, розірвав їй живіт голими руками, занурив туди руки й, не перестаючи кричати, розмазував кров по своєму обличчю. Мати Чейза про цей випадок нікому не розповідала.

## Злочина Діяльність
Чейз починає цікавитися вогнепальною зброєю. У 1977 році він купує напівавтоматичний пістолет 22-го калібру та починає готуватися до вбивств. 27 грудня 1977 року він вривається в будинок незнайомої йому жінки (вона в цей час була відсутня) і стріляє з пістолета у неї на кухні. Поліція виявляє в стіні кулю 22-го калібру.
29 грудня 1977 року Чейз убив свою першу жертву. Це був 51-річний інженер, батько двох дітей, Амброуз Гріффін. Чейз їхав на своїй вантажівці і, помітивши чоловіка, який допомагав своїй дружині нести покупки в будинок, вистрілив із транспорту двічі. Одна куля потрапила в груди Гріффіна і вбила його на місці. Поліція встановить, що куля, якою був убитий чоловік, була випущена з тієї ж зброї, що і куля в будинку жінки 27 грудня. Наступного дня Чейз купив газету з передовою статтею про своє вбивство. Її він вирізав і зберіг.
11 січня 1978 року Чейз попросив у своєї сусідки сигарет, а потім насильно утримував її, поки вона не віддала всі сигарети, що були в будинку.
21 січня 1978 року він здійснив друге вбивство. У цей день він намагався проникнути в чийсь будинок, але двері були замкнені. В результаті Чейз увірвався в будинок молодого подружжя Роберта і Барбари Едвардс, але там нікого не було. Він краде гроші, дзюрить в шухляду шафи з одягом їх дитини і випорожнюється на її ліжечко. Подружжя прийшло додому, коли Чейз ще був там. Роберт Едвардс спробував зупинити його, але той зумів утекти. Чейз продовжив спроби проникнути в чиє-небудь житло, переходячи від одного будинку до іншого, доки нарешті не прийшов до дому Дейвіда й Терези Воллін. Дейвід Воллін був на роботі, а Тереза якраз виносила сміття і залишила двері незамкненими. Чейз пробрався до будинку й, коли Тереза повернулася, вбив її двома пострілами: одна куля потрапила їй в руку, якою вона намагалася захиститися, друга — в голову. Коли Тереза впала на спину, Чейз зробив контрольний постріл їй у голову. Терезі Воллін було 22 роки, і вона була на третьому місяці вагітності. Після вбивства він згвалтував труп жінки, водночас завдаючи їй ударів тесаком. Потім він розкрив черевну порожнину, видалив кишки, підшлункову залозу, нирки й селезінку і зібрав кров у відро. Відро він відніс у ванну, де обливав себе кров'ю. У смітті він знайшов порожній стаканчик з-під йогурту і з нього пив кров Терези. Потім Чейз вийшов у двір, підібрав там собачий кал і засунув його в рот жертві.
Через два дні після вбивства Воллін Річард придбав двох цуценят у сусіда. Він убив їх і випив кров.
27 січня Чейз вбиває вчетверте, позбавивши життя одразу чотирьох людей. Убивця потрапляє у будинок 38-річної Евеліни Мірот, ролученої матері трьох дітей. Річард зайшов в будинок і вистрілив у Дена Мередита, сусіда Евеліни. Вистачило одного пострілу. Потім він застрелив Евеліну і згвалтував її труп. Водночас він пив кров з ран на шиї. Шість разів він встромив їй в анус ніж. Чейз розкрив черевну порожнину, вийняв кишки й нутрощі, порізав їй горло і спробував витягти очне яблуко, але у нього не вийшло. Сина Евеліни, Джейсона Мірота, він убив двома пострілами. Потім він застрелив Дейвіда Феррейра, півторарічного племінника Евеліни. Він розкрив його череп і з'їв частину мозку. В цей час у двері будинку постукала шестирічна подруга Джейсона. Схопивши тіло Дейвіда, Чейз вибіг із дому через чорний хід і поїхав на машині Дена Мередита. Дівчинка бачила Чейза і повідомила про це своїм батькам. Ті викликали поліцію. Увійшовши до будинку, офіцери виявили, що Чейз залишив відбитки рук і взуття кров'ю Мірот.
Чейз повернувся в свою квартиру, де він пив кров Дейвіда, використовуючи його пеніс замість соломинки. Він також з'їв його нутрощі перед тим, як позбутися тіла в довколишній церкві.

## Арешт
Через п'ять днів після вбивств у поліцію зателефонувала Ненсі Голден і повідомила, що розшукуваний вбивця — це, найімовірніше, її колишній однокласник Річард Чейз. Перевіривши його особистість і дізнавшись, що на юнака зареєстрований пістолет 22-го калібру і що він перебуває на обліку в психіатра, поліцейські негайно вирушили до нього додому. Господар квартири, де жив убивця, повідомив, що за квартиру платить мати Чейза і що, схоже, мешканець вживає ЛСД.
Поліцейські встановили за будинком Чейза стеження. За деякий час Чейз вийшов з будинку, тримаючи під пахвою закривавлену коробку. Поліцейські його затримали. У коробці виявилися шматки закривавлених шпалер і закривавлений напівавтоматичний пістолет 22-го калібру. На питання, навіщо йому це все і звідки кров, Чейз відповів, що він нещодавно застрелив кількох собак. Помаранчева куртка та взуття Чейза були також в плямах крові. В кишені у нього знайшли гаманець Дена Мередіта.

## Суд
2 січня 1979 року починається суд над Чейзом. Його зовнішній вигляд був жахливим — при 180 сантиметрах зросту він важив усього 48 кілограмів. Йому було пред'явлене звинувачення у шести вбивствах. Обвинувач наполягав на тому, що Чейз був у змозі усвідомити, що він робить, і що коїв він злочини зокрема й із корисливих мотивів — адже вбивця забрав гаманець Дена Мередіта і викрав його машину. Сторона ж захисту наполягала, що Чейз психічно хворий і що він винен у вбивствах другого ступеня. Це означало би не смертний вирок, а довічне ув'язнення в спеціалізованій клініці. На суді Чейз вибачився за свої вбивства і сказав, що його змусили їх скоїти.
8 травня 1979 року присяжні визнали Чейза осудним і винним у шести вбивствах першого ступеня. Його засудили до страти в газовій камері.

## Самогубство
Чейза перевели у в'зницю Сан-Квентін в камеру смертників. Там над Чейзом почали знущатися інші ув'язнені, проте не пробували його вбити. Втім, намагаються схилити його до самогубства.
У в'язниці Чейз провів кілька розмов з Ресслер, у яких ділився своїми страхами щодо нацистів і НЛО. Він говорив, що, хоча і скоїв убивства, але тільки під загрозою смерті. Юнак просив Ресслера дати йому доступ до радара, щоби він міг вистежити нацистські літаючі тарілки. Тоді нацисти б відповіли за всі вбивства, вчинені ним. Одного разу він дістав із кишень макарони з сиром, якими його годували у в'язниці, і вручив їх Ресслеру, попрохавши, щоби той провів їх аналіз, тому що тюремне начальство заодно з нацистами і хоче отруїти його.
26 грудня 1980 року Чейза знайшли мертвим у його камері. На розтині з'ясувалося, що він наклав на себе руки, прийнявши велику дозу прописаних йому антидепресантів, яку зібрав за кілька місяців (щодня йому давали по три таблетки).

## У масовій культурі
У 1987 був знятий фільм «Шаленство» за мотивами злочинів Чейза.